# Фалькон, Жан-Батист
Жан-Бати́ст Фалько́н (фр. Jean-Baptiste Falcon) — французский изобретатель, один из создателей автоматического ткацкого станка.
Подробности биографии неизвестны. Проживал в городе Лионе и был по некоторым данным ассистентом Базиля Бушона, автоматический станок которого он усовершенствовал. Упоминается в 1727 году, когда он представил ткацкий станок собственной конструкции, в котором бумажная перфолента была заменена на картонные или деревянные пластины, соединённые цепочками, так как бумага считалась слишком хрупким материалом. Система Фалькона использовалась вплоть до 1817 года, когда была заменена на улучшенную систему Жозефа Мари Жаккара.